# Idriz Hošić
Idriz Hošić (* 17. Februar 1944 in Prijedor) ist ein ehemaliger jugoslawischer Fußballspieler. Er ist Staatsbürger von Bosnien-Herzegowina.

## Karriere
Vom FK Partizan Belgrad kam Hošić 1970 nach Deutschland zum 1. FC Kaiserslautern. Wie der vom OFK Belgrad gekommene Torhüter Bratislav Đorđević debütierte er am ersten Spieltag der Runde 1970/71, am 15. August 1970, bei der 3:5-Auswärtsniederlage bei Hertha BSC unter Trainer Gyula Lóránt in der Fußball-Bundesliga. Er erzielte in der 30. Spielminute sein erstes Tor in der Bundesliga. In drei Jahren erzielte er 31 Tore für die Pfälzer. Hierbei stach vor allem seine Kopfballstärke heraus. In der Saison 1973/74 spielte er für den MSV Duisburg.
Für die Nationalmannschaft Jugoslawiens absolvierte er zwei Spiele, davon eines bei der EM 1968 (0:2 gegen Italien).
Nach seiner Karriere in Deutschland kehrte er wieder in seine Heimat zurück. In Jugoslawien verfolgt, kam er 1993 auf Initiative von Jürgen Friedrich wieder nach Kaiserslautern. Dort trainierte Hošić zunächst die FCK-Portugiesen und anschließend die A- und B-Jugend des 1. FC Kaiserslautern.

## Statistik
| Liga       | Spiele (Tore) |
| ---------- | ------------- |
| Bundesliga | 85 (32)       |
| Wettbewerb |               |
| DFB-Pokal  | 13 0(5)       |